# Quenselita
La quenselita es un mineral hidróxido de plomo y manganeso cuya composición es PbMn3+O2(OH).
Descrito por primera vez en 1925 por G. Flink, debe su nombre al mineralogista sueco Percy Dudgeon Quensel (1881-1966).

## Propiedades
La quenselita es un mineral translúcido u opaco de color negro que muestra un brillo adamantino, metálico.
Tiene una dureza de 2,5 en la escala de Mohs (se puede rayar con la uña) y su densidad es de 6,84 g/cm³.
Es flexible (cuando aparece en forma de láminas finas) y relativamente maleable.

Cristaliza en el sistema monoclínico, clase esfenoidal.
Sus contenidos aproximados de plomo y manganeso son del 67% y del 17% respectivamente y como principales impurezas puede contener magnesio y sodio.

## Morfología y formación
La quenselita forma cristales aplanados según {010} y ligeramente elongados a lo largo de {100} o {001}, presentando estrías paralelas a {100}.
Este mineral se ha encontrado en yacimientos de hierro-manganeso que han sufrido metamorfismo, en donde aparece asociado a calcita, barita, hausmannita y braunita.

## Yacimientos
La localidad tipo está en Långban (Värmland, Suecia), en un depósito de hierro-manganeso sometido a metamorfismo; aquí se han encontrado unos trescientos minerales, de los cuales una treintena son exclusivos de este emplazamiento.
Hay depósitos de quenselita en Estados Unidos, en las montañas East Tintic (estado de Utah), al igual que en Mugdee (Nueva Gales del Sur, Australia). También se ha localizado este mineral en la mina Mori (prefectura de Yamagata, Japón).